# Ду (департман)
Ду (фр. Doubs) департман је у источној Француској. Припада региону Франш-Конте, а главни град департмана (префектура) је Бесансон. Департман Ду је означен редним бројем 25. Његова површина износи 5.234 км². По подацима из 2010. године у департману Ду је живело 527.770 становника, а густина насељености је износила 101 становник по км².
Овај департман је административно подељен на:
- 3 округа
- 35 кантона и
- 594 општина.

## Демографија
| 1999.   | 2011.   |
| ------- | ------- |
| 499.062 | 529.103 |